# Eurocopter AS332 Super Puma
L'AS332 Super Puma és un helicòpter utilitari de mida mitjana, bimotor i amb rotor principal de quatre pales, dissenyat a partir de l'SA 330 Puma. Originalment fou fabricat per la companyia francesa Aérospatiale i després per Eurocopter, després de la integració d'Aérospatiale en el grup europeu. Emprengué el seu primer vol el 13 de setembre del 1978 i fou comercialitzat tant per a l'àmbit civil com per al militar. Aquest helicòpter té moltes versions, incloent-n'hi per a recerca i rescat i guerra antisubmarina.